# 聖胡安科特薩爾
15°26′7″N 91°2′8″W / 15.43528°N 91.03556°W
聖胡安科特薩爾（西班牙語：San Juan Cotzal），是危地馬拉的城鎮，位於該國中西部，由基切省負責管轄，面積182平方公里，海拔高度1,797米，2002年人口20,050，人口密度每平方公里110.16人。